# East Goscote
East Goscote – wieś w Anglii, w hrabstwie Leicestershire, w dystrykcie Charnwood. Leży 11 km na północny wschód od miasta Leicester i 149 km na północny zachód od Londynu. W 2001 miejscowość liczyła 2809 mieszkańców.